# Alapító okirat
Az alapító okirat (latinul: memorandum) egy jogi aktus írásba foglalása, mely egy intézmény, alapítvány, gazdasági társaság, társasház stb. létrehozásra irányul.

## Fogalma
Az alapító okirat kötött jogi fogalom, célja, hogy egységes szerkezetben, jogi nyelven, de közérthetően közölje létrehozója különböző adatait és célkitűzéseit. Az alapító okiratok felépítése függ attól milyen célból alkalmazzák őket. Az alapító okirat egy írásbeli, egyoldalú nyilatkozat, amelyben az alapító létrehozza az alapítás tárgyát. Mivel okirat, így szóban nem lehet megalkotni, az alapító okiratok minimális követelménye az írásbeliség. Bár az alapító okirat tartalmát részletesen egyik jogszabály sem sorolja fel tételesen, de a jogszabályokból egyenesen következik, hogy melyek az alapító okirat kötelező illetve nem kötelező tartalmi elemei. Az alapító okiratok szinte egyidősek az írásbeliséggel, az ókorban és a középkorban (de gyakran még az újkorban is) általánosságban a latin volt az írásbeliségük nyelve (kivételek persze akadnak), számos fennmaradt írásos emlékünk közül is az elsők alapító okiratok voltak, ilyen például A veszprémvölgyi apácák alapítólevele 997-ből, A Pannonhalmi Bencés Főapátság Alapítólevele 1002-ből, vagy a A Tihanyi Apátság Alapítólevele 1055-ből, amelyek a legfontosabb írásos nyelvemlékeink közé tartoznak.

## Kötelező tartalmi elemei
Ezek hiánya miatt nem jöhet létre a bírósági nyilvántartásba vétel, tehát az alapító okirat tulajdonosa nem jön létre és/vagy nem kaphat meg egyes minősítéseket (pl. alapítványoknál ilyen a közhasznúság). A lehetséges tartalmi elemek korlátja annyi, hogy akármilyen rendelkezés okiratba foglalható, amiről az alapító rendelkezni szeretne, és a vonatkozó és érvényes jogszabályokkal nem ütközik.
Az alapító okiratot az alapítónak eredeti példányban és személyesen kell aláírnia. Több alapító esetén is minden alapítónak eredeti példányban és személyesen kell aláírni az okiratot. Ha az alapítók között nem csak magánszemélyek vannak, akkor a szervezetek nevében a szervezetek képviselői cégszerűen írják alá az okiratot. Az alapítót, alapítókat meghatalmazással nem lehet helyettesíteni. Ha az alapításkor az alapító(k) haláluk, megszűnésük esetére jelölnek ki személyt a saját helyettesítésükre, akkor az alapító okiratot már az alapításkor nekik is alá kell írni.
Az alapító okiratot tanúkkal hitelesíttetni nem kell. Az alapító okiratokra több minta is rendelkezésre áll interneten, jogtári mintákon, azok jó kiindulási alapot adnak, meg kell jegyezni viszont, hogy az alapító okiratok felhasználása nagyon sokrétű, így nehézkes összehasonlítani egy gazdasági társaság alapító okiratát egy alapítvány, vagy egy intézmény alapító okiratával. A törvényalkotó éppen ezért hozott létre „keretelvárásokat”, melyek nem szabnak meg szigorú szerkesztési elveket, csak a kötelező elemek körét.  Az alapító okirat minden esetben egyedi, egységes minta nem létezik, arról egyetlen jogszabály sem rendelkezik. Az alapító okirathoz ügyvédi ellenjegyzés nem szükséges, ez alól kivétel a gazdasági társaságok alapító okirata. Természetesen lehet, és többnyire szükséges is ügyvédi segítséget kérni, ebben az esetben az ügyvédi ellenjegyzés is szerepelni fog az alapító(k) aláírása mellett.

## Nem kötelező tartalmi elemek
Egyszerűen úgy lehetne fogalmazni, hogy „minden egyéb”, vagyis azok a tartalmi elemek, amelyeket jogszabály nem ír elő kötelező elemként. Ilyenek az alapító okiratban szereplőhöz való csatlakozás lehetősége és esetleges feltételei, a célok elérésének részletes leírása, annak feltételei, a létrehozó „küldetése”, a gazdálkodás módjára vonatkozó rendelkezések, a szervezeti és működési leírás, a szervezet működésére vonatkozó rendelkezések, az alapító halála, megszűnése esetén az alapítói jogok gyakorlásának kijelölése, megszűnés esetén a meglévő vagyon felhasználásának módja és minden egyéb, a működésre, szervezetre vonatkozó rendelkezés, amit az alapító szabályozni kíván és nem ütközik jogszabályba.

## Változtatási lehetőségek
Amennyiben az alapító okiratban bármilyen változtatás szükséges — a név, az eredeti célok és a vagyon sérelme nélkül — azt csak az alapító teheti meg. Ha több alapító van, akkor az alapítók együttesen, egyhangúlag tehetik meg a módosítást. Ha az alapítók akár egyike is nem ért egyet a módosítással, akkor az alapító okirat nem módosítható.
A kuratórium, a képviselő vagy az alapítók egy része nem módosíthatja az alapító okiratot. Az alapító eredeti neve (?) egyébként nem módosítható (ez alól kivételt képez a cégek alapító okirata), az alapító vagyon nem vonható vissza és módosítás során nem csökkenthető. Az alapító okirat céljait csak akkor lehet bővíteni, ha azok az eredeti célokkal összhangban vannak és azok megvalósítását nem veszélyeztetik.
Fontos tudni, hogy az alapító okirat módosítása során a módosított, egységes szerkezetbe foglalt alapító okiratot is be kell nyújtani a bíróságra a módosítást alátámasztó dokumentumokkal együtt. A módosított alapító okiratot a módosítástól számított 30 napon belül be kell nyújtani az illetékes bírósághoz. Az alapító okiratban a végezni kívánt tevékenységek TEÁOR számát nem kell feltüntetni!

## Egy oktatási intézményi alapító okirat tartalma
Kivonat az 1993. évi LXXIX. törvényből
- 1. Az intézmény adatai
  - 1.1. Az intézmény megnevezése
  - 1.2. Az intézmény székhelye
  - 1.3. Tagintézmény(ek) megnevezése, székhelye(k)
  - 1.4. Telephely(ek) megnevezése, címe
  - 1.5. Az intézmény típusa
  - 1.6. Az intézmény tagozatainak (intézményegységeinek) megnevezése
- 2. Az alapító megnevezése, címe
- 3. Az intézmény felügyeleti szervének neve, címe
- 4. Az intézmény törzsadatai
  - 4.1. Az intézmény törzsszáma (ez majd később átvezetésre kerül, első lépésben a működési engedély száma)
  - 4.2. Az intézmény szakágazati besorolása, megnevezése
    - 4.2.1. Az intézmény alaptevékenységeinek megnevezése szakfeladatonként, szakfeladat-számok

  - 4.3. Az intézményi nevelési-/pedagógiai program fenntartói jóváhagyásának határozatszáma, a hatályba lépés időpontja
    - 4.3.1. Az általánostól eltérő program sajátosságainak megnevezése (pl.: két tannyelvű, nemzetiségi, emelt szintű)
- 5. Intézményi szerkezet, kapacitás
  - 5.1. Évfolyamok száma tagozatonként
  - 5.2. Engedélyezett férőhelyek száma, maximális befogadóképesség
- 6. Az intézmény működési területe és/vagy a kötelezően ellátandó közigazgatási terület (felvételi körzet),
- 7. Az intézmény (és tagintézményei) szakmai jogállása
- 8. Az intézmény gazdálkodása
  - 8.1. Az intézmény (és tagintézményei) gazdálkodási jogállása (az intézmény az előirányzat feletti rendelkezési jogosultság szerint: teljes v. részjogkörű, gazdálkodásának megszervezési módja szerint: önállóan vagy részben önállóan gazdálkodó
  - 8.2. Az intézmény részére a feladat-ellátáshoz biztosított vagyon megnevezése (mérleg szerinti értéke)
  - 8.3. A vagyonnal kapcsolatos rendelkezési jogok és korlátai
  - 8.4. A feladat-ellátáshoz szükséges költségvetés meghatározásának rendje
  - 8.5. Az intézményi saját bevételek típusainak megnevezése
    - 8.5.1. Az előzőek megállapítására, az adható kedvezményekre vonatkozó fenntartói rendeletek száma
    - 8.5.2. Kiegészítő tevékenységek típusainak felsorolása (alapfeladat mellett, szabad kapacitása terhére…)
    - 8.5.3. Vállalkozási tevékenység meghatározása (Ha az intézmény nem folytat ilyen tevékenységet, az alapító okiratban ezt is rögzíteni kell, ha folytat, akkor meg kell határozni a tevékenységi körét, a vállalkozási bevétel felső határát, a szervezési, pénzügyi feltételrendszert, a vállalkozás külön szabályzatának módját.)
- 9. Az intézményvezető kinevezési rendje (milyen törvények alapján, milyen szervezet hatáskörében)
- 10. Speciális, egyedi rendelkezések
- 11. Záró rendelkezések
  - 11.1. Hatálybalépés
  - 11.2. Felülvizsgálat rendje
  - 11.3. Az intézményi SZMSZ elkészítésének, módosításának rendje
  - 11.4. Az alapító okirat kiadásáról, elfogadásáról, módosításáról vagy az egységes szerkezetbe foglalásról a fenntartói határozat száma
- 12. A fenntartói aláírás(ok), bélyegzőlenyomat